# Kent Beck
Kent Beck (* 31. března 1961) je americký programátor a jeden ze tří autorů agilního procesu zvaného extrémní programování.
Napsal:
- Smalltalk Best Practice Patterns
- Extreme Programming Explained: Embrace Change
- Programování řízené testy. Praha: Grada, 2004. ISBN 8024709015. V originále Test-Driven Development: By Example, pojednává o programování řízeném testy.

A společně s Martinem Fowlerem napsal:
- Planning Extreme Programming